# دودامیتیاوا
دودامیتیاوا (به لاتین: Dodamitiyawa) یک منطقهٔ مسکونی در سری‌لانکا است که در استان مرکزی (سری‌لانکا) واقع شده‌است.